# Энергетика Дагестана
Энергетика Дагестана — сектор экономики региона, обеспечивающий производство, транспортировку и сбыт электрической и тепловой энергии. По состоянию на декабрь 2020 года, на территории Дагестана эксплуатировались 18 электростанций общей мощностью 1905,13 МВт, в том числе 17 ГЭС, одна тепловая электростанция и одна солнечная электростанция. В 2019 году они произвели 4116,5 млн кВт·ч электроэнергии. Особенностью энергетики региона является очень высокая доля гидрогенерации, обеспечивающей почти весь объём выработки электроэнергии.

## История
Первые небольшие электростанции появились в Дагестане в начале XX века. В частности, в 1912 году электростанция мощностью 40 кВт начала работать в Дербенте, изначально она вырабатывала постоянный ток и работала только по вечерам для целей освещения. Эта электростанция неоднократно расширялась, к 1940 году её мощность достигла 780 л. с. В целом до Октябрьской революции в Дагестане было построено 14 электростанций общей мощностью 1100 кВт, крупнейшей из них была Махачкалинская электростанция мощностью 140 кВт.
В 1932 году в Махачкале была введена в эксплуатацию работавшая на отходах бондарного завода паровая электростанция «Промэлектростан» мощностью 1215 кВт, тогда же в городе появляется первая высоковольтная линия электропередачи напряжением 6 кВ. В 1934 году, после расширения городской дизельной электростанции до мощности 660 кВт организуется Махачкалинский «Электротрест». В 1934 году начинается строительство первой крупной электростанции региона — Каспийской ТЭЦ, изначально предназначенной для энергоснабжения машиностроительного завода. Станция была пущена 15 декабря 1936 года, в 1937 году была построена первая в республике линия электропередачи напряжением 35 кВ Каспийск — Махачкала. Каспийская ТЭЦ неоднократно расширялась (к 1959 году её мощность достигла 39 МВт), и эксплуатировалась до 2011 года.
В 1925 году Госпланом СССР была утверждена схема электрификации Дагестана, предусматривавшая строительство 18 малых ГЭС общей мощностью 4 МВт. Позднее было решено вместо них включить в план ГОЭЛРО и построить одну крупную станцию — Гергебильскую ГЭС. Её возведение началось в 1930 году, первый гидроагрегат пустили в 1938 году, а в 1940 году станция была принята в эксплуатацию при мощности 4,2 МВт. Впоследствии Гергебильская ГЭС неоднократно расширялась и модернизировалась. С 1935 года начинается и строительство небольших гидроэлектростанций для энергоснабжения сельских районов.
После начала Великой Отечественной войны, в конце 1941 года большая часть оборудования Каспийской ТЭЦ было эвакуировано и затем вновь возвращено, восстановление станции завершилось в сентябре 1943 года. На время восстановления Каспийской ТЭЦ в рядом с ней в 1943 году был размещён энергопоезд мощностью 2,5 МВт. В 1944 году на основе Гергебильской ГЭС, Махачкалинской паровой и дизельной электростанций, Каспийской ТЭЦ, электросетей городов Буйнакска и Махачкалы был образован энергокомбинат «Дагэнерго».
Вскоре после окончания войны было начато строительство Махачкалинской ТЭЦ, первый турбоагрегат которой был пущен в 1953 году, а в 1958 году станция вышла на полную мощность. Одновременно велось массовое строительство небольших гидростанций для обеспечения электроэнергией сельских районов, всего до 1950 года было построено более 120 малых ГЭС, подавляющее большинство которых были выведены из эксплуатации в 1960-х — 1970-х годах по мере подключения районов к централизованному энергоснабжению. До настоящего времени сохранились Курушская ГЭС (введена в эксплуатацию в 1951 году) и Ахтынская ГЭС (введена в эксплуатацию в 1956 году, выведена в 1973 году и восстановлена в 1997 году). В 1955 году образовывается районное энергетическое управление «Дагэнерго».
Дальнейшее развитие энергетики Дагестана происходило за счет строительства новых гидроэлектростанций. В 1954 году было начато строительство Чирюртской ГЭС-1 мощностью 72 МВт, первой станции Сулакского каскада, в 1961 году она была введена в эксплуатацию. В 1964 году была пущена Чирюртская ГЭС-2 мощностью 9 МВт.
В 1963 году было начато возведение крупнейшей электростанции региона — Чиркейской ГЭС мощностью 1000 МВт. Её первый гидроагрегат был пущен в 1974 году, на полную мощность станция вышла в 1976 году. В 1974 году было начато строительство её контррегулятора, Миатлинской ГЭС мощностью 220 МВт, введённой в эксплуатацию в 1986 году.
В 1977 году было начато строительство Ирганайской ГЭС проектной мощностью 800 МВт. В связи со сложными природными условиями, а затем и социально-экономическим кризисом, возведение станции сильно затянулось, первый гидроагрегат был пущен в 1998 году, второй — в 2001 году, проектная отметка водохранилища была достигнута 2008 году. От строительства второй очереди станции и доведения её мощности до проектных 800 МВт было решено отказаться, но и на мощности 400 МВт Ирганайская ГЭС является второй по мощности гидроэлектростанцией Дагестана и Северного Кавказа в целом.
В 1989—1992 годах была проведена масштабная реконструкция Гергебильской ГЭС со строительством нового здания станции, в результате её мощность возросла до 17,8 МВт. В 1995—2005 годах была построена Гунибская ГЭС мощностью 15 МВт, в 2004—2007 годах — Гельбахская ГЭС мощностью 44 МВт. Также в 2000-х годах был сооружён целый ряд малых ГЭС: экспериментальная Бавтугайская ГЭС в 2000 году, Амсарская, Аракульская, Шиназская, Агульская, Магинская МГЭС — в 2006—2008 годах.
В 2014 году был введён в эксплуатацию первый объект солнечной энергетики Дагестана — Каспийская СЭС. В 2015 году была пущена Гоцатлинская ГЭС мощностью 100 МВт.

## Генерация электроэнергии
По состоянию на декабрь 2020 года, на территории Дагестана эксплуатировались 19 электростанций общей мощностью 1905,13 МВт. В их числе 17 гидроэлектростанций — Чиркейская ГЭС, Ирганайская ГЭС, Миатлинская ГЭС, Гоцатлинская ГЭС, Чирюртские ГЭС-1 и ГЭС-2, Гельбахская ГЭС, Гергебильская ГЭС, Гунибская ГЭС, Курушская МГЭС, Ахтынская МГЭС, Агульская МГЭС, Магинская МГЭС, Амсарская МГЭС, Аракульская МГЭС, Шиназская МГЭС, Бавтугайская ГЭС, одна тепловая электростанция — Махачкалинская ТЭЦ и одна солнечная электростанция — Каспийская СЭС. Особенность электроэнергетики региона — резкое превалирование гидрогенерации, на которую приходится более 99 % установленной мощности электростанций и выработки электроэнергии, а также доминирование одной электростанции — Чиркейской ГЭС, на которую приходится более половины всей установленной мощности. Большинство электростанций Дагестана (за исключением Бавтугайской ГЭС и Махачкалинской ТЭЦ) принадлежат ПАО «РусГидро» (Дагестанский филиал).

### Чиркейская ГЭС
Расположена в Буйнакском районе вблизи п. Дубки, на реке Сулак. Крупнейшая электростанция региона, на которую приходится более 50 % всей установленной мощности энергетики Дагестана, также является крупнейшей гидроэлектростанцией на Северном Кавказе. Гидроагрегаты станции введены в эксплуатацию в 1974—1976 годах. Установленная мощность станции — 1000 МВт, фактическая выработка электроэнергии в 2018 году — 1974,6 млн кВт·ч. В здании ГЭС установлены 4 гидроагрегата мощностью по 250 МВт. Принадлежит ПАО «РусГидро».

### Ирганайская ГЭС
Расположена в Унцукульском районе у с. Гимры, на реке Аварское Койсу. Гидроагрегаты станции введены в эксплуатацию в 1998—2001 годах. Установленная мощность станции — 400 МВт, фактическая выработка электроэнергии в 2018 году — 1359,1 млн кВт·ч. В здании ГЭС установлены два гидроагрегата мощностью по 200 МВт.

### Миатлинская ГЭС
Расположена в Казбековском и Кизилюртовском районах, на реке Сулак ниже Чиркейской ГЭС, выполняет функции её контррегулятора. Введена в эксплуатацию в 1986 году. Установленная мощность станции — 220 МВт, фактическая выработка электроэнергии в 2018 году — 618,2 млн кВт·ч. В здании ГЭС установлены два гидроагрегата мощностью по 110 МВт.

### Гоцатлинская ГЭС
Расположена в Гергебильском районе у с. Чалда, на реке Аварское Койсу. Введена в эксплуатацию в 2015 году, самая новая электростанция Дагестана. Установленная мощность станции — 100 МВт, фактическая выработка электроэнергии в 2018 году — 276,9 млн кВт·ч. В здании ГЭС установлены два гидроагрегата мощностью по 200 МВт.

### Чирюртская ГЭС-1
Расположена в городском округе Кизилюрт у п. Бавтугай, на реке Сулак. Введена в эксплуатацию в 1961 году. Установленная мощность станции — 72 МВт, проектная среднегодовая выработка электроэнергии — 386 млн кВт·ч. В здании ГЭС установлены два гидроагрегата мощностью по 36 МВт.

### Чирюртская ГЭС-2
Расположена в городском округе Кизилюрт у п. Бавтугай, на отводящем канале Чирюртской ГЭС-1, вместе с которой она входит в единый гидротехнический комплекс. Введена в эксплуатацию в 1964 году. Установленная мощность станции — 9 МВт, проектная среднегодовая выработка электроэнергии — 42,8 млн кВт·ч. В здании ГЭС установлен один гидроагрегат.

### Гельбахская ГЭС
Расположена в Кизилюртовском районе у с. Гельбах, на реке Сулак, входит в единый гидротехнический комплекс с Чирюртской ГЭС-1. Введена в эксплуатацию в 2006 году. Установленная мощность станции — 44 МВт, фактическая выработка электроэнергии в 2018 году — 37 млн кВт·ч. В здании ГЭС установлены два гидроагрегата мощностью по 22 МВт.

### Гергебильская ГЭС
Расположена в Гергебильском районе у с. Курми, на реке Каракойсу. Введена в эксплуатацию по плану ГОЭЛРО в 1938 году, старейшая ныне действующая электростанция Дагестана. Установленная мощность станции — 17,8 МВт, фактическая выработка электроэнергии в 2018 году — 40,1 млн кВт·ч. В здании ГЭС установлены три гидроагрегата мощностью по 5 МВт и два гидроагрегата мощностью по 1,4 МВт.

### Гунибская ГЭС
Расположена в Гунибском районе на реке Каракойсу, выше Гергебильской ГЭС. Введена в эксплуатацию в 2004 году. Установленная мощность станции — 15 МВт, фактическая выработка электроэнергии в 2018 году — 35 млн кВт·ч. В здании ГЭС установлены три гидроагрегата мощностью по 5 МВт.

### Малые ГЭС
В Дагестане находится 8 малых ГЭС единичной мощностью менее 2 МВт:
- Курушская МГЭС — мощность 0,5 МВт, фактическая выработка электроэнергии в 2018 году — 0,49 млн кВт·ч. Введена в эксплуатацию в 1951 году. Расположена в бассейне р. Усухчай у с. Текипиркент Докузпаринского района[22][19].
- Ахтынская МГЭС — мощность 1,8 МВт, фактическая выработка электроэнергии в 2018 году — 1,11 млн кВт·ч. Введена в эксплуатацию в 1997 году. Расположена на р. Ахтычай у с. Ахты Ахтынского района[9][19].
- Амсарская МГЭС — мощность 1 МВт, фактическая выработка электроэнергии в 2018 году — 0,85 млн кВт·ч. Введена в эксплуатацию в 2008 году. Расположена на р. Маикчай у с. Амсар Рутульского района[23][19].
- Аракульская МГЭС — мощность 1,3 МВт, фактическая выработка электроэнергии в 2018 году — 0,49 млн кВт·ч. Введена в эксплуатацию в 2008 году. Расположена на р. Хиривалю у с. Аракул Рутульского района[24][19].
- Шиназская МГЭС — мощность 1,3 МВт, проектная выработка электроэнергии 4,5 млн кВт·ч, фактически не менее чем с 2007 года электроэнергию не вырабатывает. Введена в эксплуатацию в 2008 году. Расположена на р. Шиназчай у с. Шиназ Рутульского района[25][26].
- Агульская МГЭС — мощность 0,6 МВт, проектная выработка электроэнергии 2 млн кВт·ч, фактически с 2010 года электроэнергию не вырабатывает. Введена в эксплуатацию в 2006 году. Расположена на р. Чирагчай в Агульском районе[27][26].
- Магинская МГЭС — мощность 1,2 МВт, фактическая выработка электроэнергии в 2018 году — 0,95 млн кВт·ч. Введена в эксплуатацию в 2006 году. Расположена на р. Маикчай в Рутульском районе[28][19].
- Бавтугайская ГЭС — мощность 0,6 МВт, продолжительное время (не менее чем с 2015 года) электроэнергию не вырабатывает. Введена в эксплуатацию в 2000 году, экспериментальная станция, предназначенная для отработки технологий строительства и эксплуатации малых ГЭС. Расположена на р. Сулак на сооружениях Чирюртской ГЭС-1. Принадлежит ООО «Энергострой ЛТД»[1][21].

### Махачкалинская ТЭЦ
Расположена в г. Махачкала, один из основных источников теплоснабжения города. Паротурбинная теплоэлектроцентраль (фактически — водогрейная котельная с попутной выработкой электроэнергии), в качестве топлива использует природный газ. Эксплуатируемые в настоящее время турбоагрегаты введены в эксплуатацию в 1983—1995 годах, при этом сама станция работает с 1953 года. Установленная электрическая мощность — 18 МВт, тепловая мощность — 256 Гкал/ч. Фактическая выработка электроэнергии в 2018 году — 5,6 млн кВт·ч. Оборудование включает в себя три турбоагрегата мощностью по 6 МВт, три котлоагрегата и два водогрейных котла. Принадлежит ООО «Дагестанэнерго».

### Каспийская СЭС
Солнечная электростанция, расположенная вблизи г. Каспийска. Введена в эксплуатацию в 2014 году. Установленная мощность станции — 1 МВт. Принадлежит ООО «МЭК-Инжиниринг».

### Южно-Сухокумская СЭС
Солнечная электростанция, расположенная вблизи г. Южно-Сухокумск. Введена в эксплуатацию в 2022 году. Установленная мощность станции — 15 МВт. Принадлежит Группе компаний «Хевел».

## Потребление электроэнергии
Потребление электроэнергии в Дагестане (с учётом потребления на собственные нужды электростанций и потерь в сетях) в 2019 году составило 6652 млн кВт·ч, максимум нагрузки — 1196 МВт. Таким образом, Дагестан является энергодефицитным регионом по электроэнергии и энергоизбыточным по мощности. В структуре потребления электроэнергии в регионе большую долю составляют потери в электрических сетях — 33 % (по итогам 2018 года). Без их учёта, лидирует потребление населением — 58 %, потребление промышленностью составляет 8 %. Функции гарантирующего поставщика электроэнергии выполняет ПАО «Дагестанская энергосбытовая компания» (входит в группу «Россети»).

## Электросетевой комплекс
Энергосистема Республики Дагестан входит в ЕЭС России, являясь частью Объединённой энергосистемы Юга, находится в операционной зоне филиала АО «СО ЕЭС» — «Региональное диспетчерское управление энергосистемы Республики Дагестан» (Дагестанское РДУ). Энергосистема региона связана с энергосистемами Ставропольского края по одной ВЛ 330 кВ, одной ВЛ 110 кВ и одной ВЛ 35 кВ, Северной Осетии по одной ВЛ 330 кВ, Калмыкии по одной ВЛ 110 кВ, Чечни по одной ВЛ 330 кВ, трём ВЛ 110 кВ и одной ВЛ 35 кВ, Азербайджана по одной ВЛ 330 кВ и одной ВЛ 110 кВ.
Общая протяженность линий электропередачи напряжением 110—330 кВ составляет 3505,8 км, в том числе линий электропередачи напряжением 330 кВ — 793,3 км, 110 кВ — 2712,5 км. Магистральные линии электропередачи напряжением 330 кВ эксплуатируются филиалом ПАО «ФСК ЕЭС» — «МЭС Юга» (предприятие Каспийское ПМЭС), распределительные сети напряжением 110 кВ и ниже — АО «Дагестанская сетевая компания» (в основном) и территориальными сетевыми организациями.

## Геотермальное теплоснабжение
Дагестан является одним из немногих регионов России, использующих геотермальную энергию для теплоснабжения. Ежегодный отпуск геотермального тепла потребителям составляет около 100 тыс. Гкал. Поставки геотермального теплоносителя производятся ООО «Геоэкопром» в Махачкале, Кизляре и Избербаше, тепло поставляется как в жилищно-коммунальный сектор, так и в тепличные комплексы.